# باشگاه بسکتبال رجانا
باشگاه بسکتبال رجانا (ایتالیایی: Pallacanestro Reggiana) یک باشگاه بسکتبال در شهر رجو نل امیلیا، ایتالیا است. این باشگاه که در سال ۱۹۷۴ تاسیس شده در سری آ ایتالیا حضور دارد و سابقه یک نایب قهرمانی در سری آ و یک قهرمانی در یورو چلنج را در کارنامه دارد.